# Hampsonodes lilacina
Hampsonodes lilacina är en fjärilsart som beskrevs av Jones 1914. Hampsonodes lilacina ingår i släktet Hampsonodes och familjen nattflyn. Inga underarter finns listade i Catalogue of Life.